# Посольство России в Японии
Посо́льство Росси́йской Федера́ции в Япо́нии (яп. 在日ロシア連邦大使館 Дзайнити Росиа Рэмпо: тайсикан) — дипломатическое представительство России, расположенное в столице Японии Токио.

## История
Знакомство представителей России с Японией началось с миссии переводчика посольского приказа Николая Гавриловича Спафарий, который совершил путешествие на Восток в 1675—1678 гг. На основе своих впечатлений Спафарий составил большой труд, в котором отдельную главу уделил Японии.
В XVII—XVIII веках в связи с освоением Россией земель на западном берегу Тихого океана происходили отдельные контакты с представителями Японии. В частности казак-землепроходец В. Атласов в своём донесении Петру I упоминал о японце Дэмбэе, выброшенном на берег с японского корабля. Позднее Дэмбэй был привезён в Россию, где в 1703 году состоялась его встреча с Петром I. При Петре I установилось особое отношение к японцам, попадавшим в Россию. К ним проявлялось внимание и уважение. В свою очередь японцы делились сведениями о своей стране. Такая практика продолжалась и далее при Анне Иоанновне и Екатерине II.
В 1793 году в Японию была направлена экспедиция Адама Лаксмана. Грамота, полученная Лаксманом, стала по существу отправной точкой для начала отношений между Россией и Японией как двух соседских стран. 20 февраля 1803 года император Александр I утвердил записку министра коммерции Н. П. Румянцева «О торге с Японией». В 1804 году в Японию прибыла экспедиция под руководством Н. П. Резанова. Хотя миссия Н. П. Резанова и не принесла ожидаемых результатов, однако она дала импульс взаимному сближению двух стран. На основе результатов этой экспедиции (тогда была составлены подробные навигационные карты японских берегов) велась подготовка экспедиции вице-адмирала, генерал-адъютанта Е. В. Путятина, которая состоялась через полвека в 1853—1855 годах. Пиковым для российско-японских отношений стал 1855 год, когда в Японии побывала миссия Е. В. Путятина. Во время пребывания русской миссии в г. Симода был подписан первый русско-японский договор — «Трактат о торговле и границах» 1855 года (Симодский трактат), ставший результатом миссии Е. В. Путятина. Симодский трактат гласил: «Отныне да будет постоянный мир и искренняя дружба между Россией и Японией». На основе Симодского трактата и Трактата 1858 года в Японии были образованы российские консульство и посольство. В нём, в частности, говорилось: «Российское правительство назначит консула в один из двух упомянутых портов — Хакодате или Симода. Русские консулы будут назначены с 1856 года. Места и домы для консульства будут определены Японским правительством, Русские живут в них по своим обычаям и законам». Первым русским консулом в Японии стал О. А. Гошкевич, который входил в экспедицию Е. В. Путятина. Первое консульство России было построено в Хакодатэ в 1860 году.
В 1861 году в Японию был направлен русский православный священник Николай Касаткин. Через некоторое время священнику Николаю удалось найти участок земли для православной миссии в токийском районе Суругадай. Он перебрался туда и открыл там школу русского языка и катехизаторскую школу, где сам и преподавал. На пожертвования, собранные адмиралом Е. В. Путятиным в 1873 году было построено первое здание, позже в 1891 году — прекрасный храм Воскресения, который сейчас причислен к главным достопримечательностям Токио и носит название «Николай-до» (храм Николая).
Первым представителем Министерства иностранных дел Российской империи, посетившим Японию, стал И. А. Гончаров, который писал: «Вот этот запертый ларец, с потерянным ключом, страна, в которую заглядывали до сих пор с тщетными усилиями склонить и золотом, и оружием, и хитрой политикой на знакомство… она осмеливается жить своими уставами и противоставит свои законы всякой неправде» («Фрегат „Паллада“»).
Первым генеральным консулом и поверенным в делах в Японии стал в 1871 году потомственный дипломат Евгений Бюцов, первым послом — Кирилл Струве. При нём в 1877 году было построено здание посольства. Оно просуществовало до 1930-х годов, затем переехало в Мамиана.
Нынешнее здание посольства России в Японии построено в 1970-х годах. С точки зрения российских дипломатов Япония представлялась примером того, как можно строить государство на основе заимствования принципов демократии, сохраняя национальными культуру и политический уклад. В настоящее время, в эпоху глобализации и интернационализации, интерес к японским традициям ещё более возрос.
С 2024 года дипломатическую миссию возглавляет чрезвычайный и полномочный посол России в Японии Николай Ноздрев.